# Umberto Paradisi
Umberto Mario Lodovico Paradisi (San Giorgio di Lomellina, 29 giugno 1878 – Torino, 21 giugno 1933) è stato un regista, attore, giornalista e produttore cinematografico italiano.

## Biografia
Fu inizialmente autore teatrale, sue le commedie Santa canaglia e Valse bleue. Si avvicinò subito al cinema,  e iniziò la sua carriera alla Pasquali Film, dove lavorò fino al 1916. Fu prevalentemente regista e nei pochi film come attore, come Il carabiniere e I promessi sposi del 1913, usò lo pseudonimo Ugo Pardi.
Lavorò anche per altre case cinematografiche, tra queste la Gloria Film, l'Itala Film e la Lombardo Film. Nel 1916 fu direttore artistico della Teatro Film, e nel 1919 fondò a Torino una propria manifattura cinematografica denominata Paradisi Film.
Assieme all'attività di attore-regista svolse anche quella di giornalista cinematografico per alcune riviste (La Vita Cinematografica, Corriere Cinematografico), e quella di insegnante  all'Accademia d'Arte Muta  di Genova, scuola di recitazione fondata e diretta dalla sorella Clelia, anch'ella attrice, nota con il nome d'arte Paula Grey.
Nel 1922 è autore del documentario di propaganda A noi! sulla marcia su Roma. Dal 1929 fu capo-ufficio stampa della Società Anonima Stefano Pittaluga.
Fu anche fratello del pittore Luigi Paradisi.

## Filmografia

### Regista
- Il tamburino sardo
- Per il babbo (1913)
- Capricci di gran signore (1913)
- Il piccolo carceriere (1913)
- La zia di Carlo (1913)
- Il gorgo (1914)
- L'ordinanza (1914)
- La confessione (1914)
- L'ultima danza (1914)
- Cuore azzurro (1914)
- Gli spazzacamini della Valle d'Aosta[2][3] (1914)
- Il principe di Florania (1914)
- Il film rivelatore (1914)
- Gli abitatori delle fogne (1914)
- Il mistero di Silistria (1914)
- L'esplosione del forte B.2 (1914)
- Il ponte del diavolo (1914)
- La luce che si spegne (1915)
- I fratelli delle tenebre (1915)
- I cenciaiuoli del secondo quartiere (1915)
- Ettore Fieramosca (1915)
- Il castello del fuoco (1915)
- La mano troncata (1915)
- L'ultimo ostacolo (1915)
- L'ebreo errante (1916)
- La dama dal nastro di velluto (1916)
- ...e i rettili furono vinti! (1916)
- Dagli Appennini alle Ande (1916)
- Passion tzigane (1916)
- Cavicchioni paladino dei dollari (1920)
- Il sole e i pazzi (1920)
- Sei tu felicità (1920)
- Il sogno d'oro di Cavicchioni (1920)
- Per un po' di gloria (1920)
- Zampa di velluto (1920)
- La donna e i bruti (1920)
- Amare il mondo è bello (1921)
- Il fulmine sulla capanna (1922)
- A noi! Dalla sagra di Napoli al trionfo di Roma (1922)
- Un balilla del '48 (1927)
- Il figlio del corsaro (1929) - co-regia con Roberto Malinverni

### Attore
- Il prezzo del perdono, regia di Alberto Carlo Lolli (1913)
- I due sergenti, regia di Eugenio Perego (1913)
- I promessi sposi, regia di Ubaldo Maria Del Colle (1913)
- Il carabiniere, regia di Ubaldo Maria Del Colle ed Ernesto Maria Pasquali (1913)
- La figlia del brigante (1913)
- L'ordinanza, regia di Umberto Paradisi (1914)
- L'esplosione del forte B.2, regia di Umberto Paradisi (1914)
- Il sole e i pazzi, regia di Umberto Paradisi (1920)
- Il fulmine sulla capanna, regia di Umberto Paradisi (1920)
- Il fulmine sulla capanna, regia di Umberto Paradisi (1922)